# NoScript
NoScript – rozszerzenie dla przeglądarek internetowych umożliwiające ochronę poufności danych.
Umożliwia filtrowanie potencjalne groźnej treści na odwiedzanych stronach internetowych. Pozwala selektywnie blokować kod JavaScript oraz aplety Flasha, Silverlighta i Javy. Chroni m.in. przed atakami XSS oraz skryptami śledzącymi.
Dodatek obsługuje przeglądarkę Mozilla Firefox oraz inne programy oparte na Mozilli. W kwietniu 2019 r. ogłoszono wersję dla przeglądarki Google Chrome. 
Pierwsza wersja rozszerzenia została wydana 13 maja 2005.